# Rogers Arena

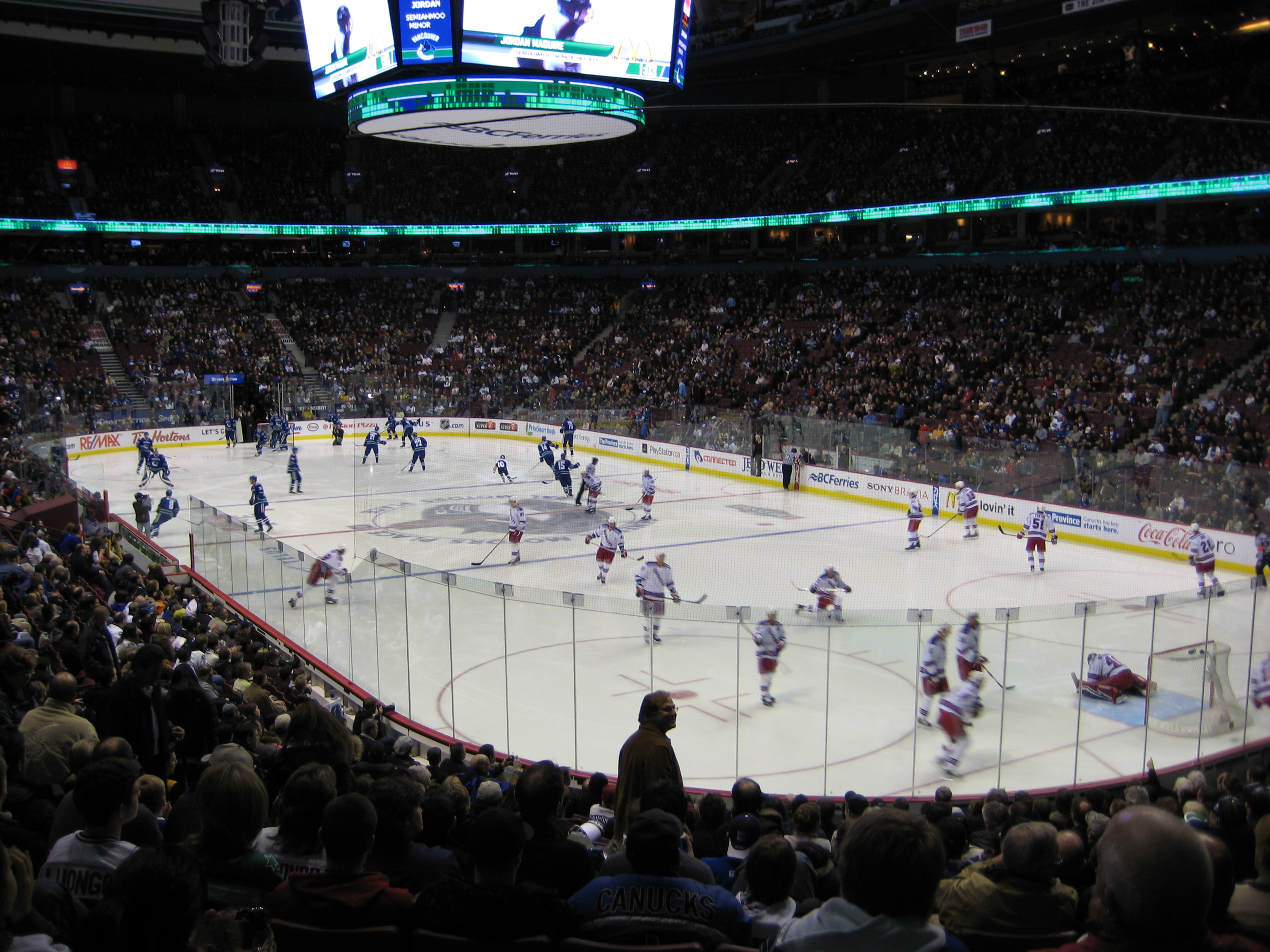
Uppvärmning inför en match mellan Vancouver Canucks och New York Rangers, januari 2008.

Rogers Arena är en arena i Vancouver i British Columbia, Kanada. Rogers Arena är till vardags hemmaarena för NHL-laget Vancouver Canucks. Arenan har en publikkapacitet på 19 700 vid basketmatcher, 19 000 vid konserter samt 18 890 vid ishockeymatcher. Under ishockeymatcherna vid de Olympiska vinterspelen 2010 hette anläggningen "Canada Hockey Place".
Arenan har tidigare hetat "General Motors Place" från det när den byggdes fram tills den 6 juli 2010 när Rogers Communications köpte namnrättigheterna fram till 2020. Arenan fick då namnet "Rogers Arena".